# Купа (река)
Вижте пояснителната страница за други значения на Купа.
Купа (на хърватски: Kupa; на словенски: Kolpa) е река в Хърватия (жупании Приморско-Горанска, Карловацка, Загребска и Сисашко-Мославска) и Словения (регион Югоизточна Словения), десен приток на Сава. Дължина 297,4 km, площ на водосборния басейн 10 032 km².
Река Купа води началото си мощен карстов извор на североизточния склон на планината Горски Котар (част от Динарските планини) в националния парк „Рисняк“, на 392 m н.в., в Приморско-горанска жупания в Хърватия. Генералното направление на реката е от изток на запад, но по пътя си тя прави големи завои и силно меандрира. На 5 km след извора си, при словенското село Осилница достига до хърватско-словенската граница и на протежение от повече от 100 km формира участък от държавната граница между двете страни. При хърватското село Пресека Озалска отново се връща изцяло на хърватска територия, като при град Карловац излиза от планинските райони и навлиза в крайната югозападна част на Среднодунавската низина, на около 110 m н.в. Тук долината ѝ значително се разширява, скоростта на течението ѝ намалява, а меандрите и стариците по коритото ѝ нарастват. Влива се отдясно в река Сава (десен приток на Дунав), на 93 m н.в., в чертите на град Сисак.
Водосборният басейн на Купа обхваща площ от 10 032 km² (10,27% от водосборния басейн на Сава), който включва централните части на Хърватия, южните части на Словения и крайната северозападна част на Босна и Херцеговина. На югоизток водосборния басейн на Купа граничи с водосборните басейни на реките Суня и Уна (десни притоци на Сава), на югозапад, запад и северозапад – с водосборните басейни на малки и къси реки, губещи се в безотточните карстови падини на Динарските планини, а на север – с водосборните басейни на река Кърка и други по-малки десни притоци на Сава).
Основни притоци: леви – Одра (83 km, 604 km²); десни – Добра (104 km, 1428 km²), Корана (144 km, 2302 km²), Глина (112 km, 1426 km²).
Водите на Купа основно се използват за промишлено и битово водоснабдяване, а в долното течение частично и за напояване. Долината на реката е гъсто заселена, като по-големите селища са градовете Карловац, Петриня и Сисак в Хърватия.